# Коттингем, Льюис Нокальс
Льюис Нокальс Коттингем (англ. Lewis Nockalls Cottingham; 24 октября 1787, Суффолк — 13 октября 1847[…]) — английский архитектор и реставратор, специалист по средневековой готической архитектуре, основатель лондонского Музея средневекового искусства, куда передал коллекцию средневековой скульптуры, собранной в разрушенных замках и зданиях.

## Биография

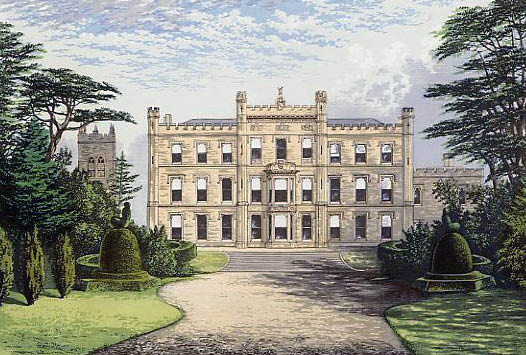
Замок Эвластон, Дербишир (вид XIX века)

Л. Н. Коттингем родился в зажиточной семье. Рано проявил таланты к наукам и искусству и стал обучаться на архитектора в Ипсуиче. Несколько лет спустя Коттингем переехал в Лондон где, начиная с 1814 года служил архитектором и землемером. В 1822 году он получил место архитектора и землемера в Cooks Company. На новом месте Коттингем создал проект дома в готическом стиле (Снельстон Холл в Дербишире) для Джона Гаррисона. В 1825 отреставрировал кафедральный собор в Рочестере. В 1829 году Коттингем руководил реставрационными работами в церкви колледжа Магдалины в Оксфордском университете, а в 1833 году реставрировал монастырскую церковь в Сент-Олбанс; затем занимался перестройкой кафедрального собора Св. Патрика в ирландском городе Арма.
Был женат на Софии Коттон, имел четверых детей. Старший сын Нокальс Джонсон Коттингем (1823—1854) пошёл по стопам отца и стал архитектором. Он погиб на пароходе «Арктик», когда тот затонул по пути в Нью-Йорк.

## Постройки и реставрации (избранное)
- 1822—30: Снельстон-холл (Дербишир; разрушен в 1951 году)
- 1825—30: Кафедральный собор (Рочестер)
- 1829—33: реставрационные работы в церкви колледжа Магдалены (Оксфорд)
- 1830—47: Боро-холл (Уэстморленд)
- 1831: замок Эвластон (Дербишир)
- 1832—33: Кафедральный собор (Сент-Олбанс)
- 1833—41: Кафедральный собор Св. Патрика (Арма)
- 1836—??: Тебертон (Саффолк)
- 1841: Церковь Св. Освальда (Эшборн, Дербишир)
- 1841: Приходская церковь (Хорнингсхед, Саффолк)
- 1841—47: Кафедральный собор (Херефорд)
- 1842—47: Церковь Св. Марии (Бери-Сент-Эдмундс)
- 1843—44: Церковь Св. Марии (Ноттингем) — реставрация башни
- 1845—47: Церковь Св. Елены (Торни, Ноттингемшир)
- 1846: Сэвинг Банк (Бери-Сент-Эдмундс)
- 1846: школа в Тадденхэме (Саффолк)
- 1846: школа в Грейт-Честерфорд (Эссекс)
- 1846: Приходская церковь (Рус, Йоркшир)
- 1846—47: Церковь в Бругэме (Уэстморленд)